# States Records
States Records est un label discographique indépendant américain, anciennement basé à Chicago, dans l'Illinois, actif entre 1952 et 1957.

## Histoire
States Records est fondé en 1952 à Chicago, dans l'Illinois, par Lewis Simpkins, propriétaire de United Records créé l'année précédente. Le label produit des disques de blues, de rhythm and blues et de groupes vocaux de doo-wop. En 1953, Lew Simpkins décède brutalement, à l'âge de trente-cinq ans. Son associé, Leonard Allen, prend la direction du label jusqu'à sa cessation d'activité en 1957.
States est dirigé par Leonard Allen et Lew Simpkins jusqu'à la mort de ce dernier en avril 1953 ; par la suite, Allen en devient le seul responsable. La plupart des séances d'enregistrement pour States ont eu lieu à Universal Recording, avec des résultats de haute fidélité.
L'artiste de blues le plus important à avoir enregistré pour States est Junior Wells, qui fait ses débuts en tant que leader ; il enregistre des sessions pour la société en 1953 et 1954. Dans la catégorie down-home ; Allen sort également des singles de Robert Nighthawk et Big Walter Horton, ainsi que du pianiste Eddie Ware, du guitariste L. C. McKinley et du batteur James Bannister. Parmi les chanteurs de blues qui ont enregistré pour le label, citons Edward « The Great Gates » White (accompagné lors de sa sortie par Tom Archia et Red Saunders), Cliff Butler, Arbee Stidham, Jack Cooley et Harold Burrage.
States publie des faces de jazz juke-box des saxophonistes ténors Paul Bascomb, Jimmy Coe et Cozy Eggleston. Quelques incursions sur la scène de Détroit ont permis de produire du rhythm and blues de Sax Kari, Jimmy Hamilton, T. J. Fowler et Helen Thompson. States se lance dans le doo-wop en 1953 lorsqu'Allen enregistre The Hornets. Il y ajoute bientôt The Danderliers, the Five Chances, The Strollers et The Palms.
Allen enregistre moins après 1954 et ferme ses deux labels vers la fin de 1957. Les sorties de States se succèdent de 101 à 164, pour un total de 64 singles sur le label.

## Groupes et artistes
Les principaux groupes et artistes du label sont notamment : Paul Bascomb, Lefty Bates, Harold Burrage, Junior Wells et Big Walter Horton.